# Alonzo Church
Alonzo Church   (Washington DC, 14 de juny de 1903 - Hudson, 11 d'agost de 1995) fou un matemàtic americà i lògic que va fer importants contribucions a la lògica matemàtica i als fonaments la informàtica teòrica. És conegut principalment pel càlcul lambda, la tesi de Church-Turing, l'ontologia de Frege-Church, el teorema de Church-Rosser i per demostrar la indecidibilitat de l'Entscheidungsproblem.

## Vida
Alonzo Church va néixer el 14 de juny de 1903 a Washington, D.C. on el seu pare, Samuel Robbins Church, era el jutge del Jutjat Municipal pel Districte de Columbia. La família es va mudar a Virginia quan el seu pare va perdre aquesta feina pel deteriorament de la seva vista. Amb ajut del seu oncle, que també es deia Alonzo Church, va poder assistir a l'Escola Ridgefield per a nois a Ridgefield, Connecticut. Després de graduar-se de Ridgefield el 1920, Church va assistir a la Universitat de Princeton on va ser un estudiant excepcional, publicant el seu primer article, sobre Transformacions de Lorentz, i graduant-se el 1924 amb una llicenciatura en matemàtiques. Va romandre a Princeton i va obtenir un doctorat en matemàtiques en tres anys sota la supervisió d'Oswald Veblen.
Es va casar amb Mary Julia Kuczinski l'any 1925 i van tenir tres fills, Alonzo Church, Jr. (1929), Mary Ann (1933) i Mildred (1938).
Després d'obtenir el seu graduat va ensenyar breument a la Universitat de Chicago i després va rebre una beca nacional de recerca de dos anys al Consell Nacional de la Recerca dels Estats Units. Això li va permetre assistir a la Universitat Harvard el curs de 1927-1928 i l'any següent a la Universitat de Göttingen i la Universitat d'Amsterdam. Va ensenyar Filosofia i Matemàtiques a Princeton de 1929 a 1967, i a la Universitat de Califòrnia a Los Angeles, de 1967 a 1990. Va rebre doctorats honoris causa en ciències per la Universitat Case Western Reserve el 1969, Universitat de Princeton el 1985, i la Universitat de Buffalo al 1990 en connexió amb un simposi internacional en el seu honor organitzat per John Corcoran.
Va ser una persona profundament religiosa, va ser membre de l'Església Presbiteriana tota la seva vida.
Va morir l'any 1995 i va ser enterrant al Cementiri de Princeton.

## Treball matemàtic
Church és conegut sobretot per:
- La seva prova que l'Entscheidungsproblem, que requereix un procediment de decisió per determinar la certesa de proposicions arbitràries en una teoria matemàtica, és indecidible per la teoria de l'aritmètica de Peano. Això es coneix amb el nom de teorema de Church.
- La seva articulació del que es coneix com la tesi de Church-Turing.
- Va ser l'editor fundador del Journal of Symbolic Logic, editant la seva secció de revisions fins a l'any 1979.
- La creació del Càlcul lambda.

El càlcul lambda va emergir en el seu article de 1936 que demostrava la irresolubilitat de l'Entscheidungsproblem. Aquest resultat va precedir el treball d'Alan Turing en el Problema de la parada, que també demostrava l'existència d'un problema irresoluble per mitjans mecànics. Church i Turing aleshores van demostrar que el càlcul lambda i la Màquina de Turing utilitzada en el problema de la parada de Turing eren equivalents en capacitats, i posteriorment van demostrar una gama de "processos mecànics per a la computació" alternatius. Això va donar lloc a la tesi de Church-Turing.
El càlcul lambda va influir en el disseny del llenguatge de programació Lisp i dels llenguatges de programació funcional en general. La codificació de Church és anomenada així en el seu honor.

## Estudiants
Molts dels estudiants de doctorat de Church han tingut carreres distingides, incloent C. Anthony Anderson, Peter B. Andrews, George A. Barnard, David Berlinski, William W. Boone, Martin Davis, Alfred Leon Foster, Leon Henkin, John G. Kemeny, Stephen C. Kleene, Simon B. Kochen, Maurice L'Abbé, Isaac Malitz, Gary R. Mar, Michael O. Rabin, Nicholas Rescher, Hartley Rogers, Jr., J. Barkley Rosser, Dana Scott, Raymond Smullyan, i Alan Turing. Una llista més completa dels estudiants de Church és disponible a través de Mathematics Genealogy Project.

## Llibres
- Alonzo Church, Introduction to Mathematical Logic (ISBN 978-0-691-02906-1)[7]
- Alonzo Church, The Calculi of Lambda-Conversion (ISBN 978-0-691-08394-0)[8]
- Alonzo Church, A Bibliography of Symbolic Logic, 1666–1935 (ISBN 978-0-8218-0084-3)
- C. Anthony Anderson and Michael Zelëny, editors, Logic, Meaning and Computation: Essays in Memory of Alonzo Church (ISBN 978-1-4020-0141-3)